# Замок Уотерфорд
Замок Уотерфорд (англ. - Waterford Castle, ст. норвей. - Veðrafjǫrðr, ірл. - Caisleán Phort Láirge) – Кашлён Форт Лайрге – один из замков Ирландии, расположен в городе Уотерфорд, графство Уотерфорд. В течение сотен лет замок принадлежал аристократической династии Фитцджеральд. В 1980 году замок был переделан в отель.

## История
Самый первый замок Уотерфорд был построен на острове Ферри. Как его в описывают в XVI веке, это было укрепленное строение, квадратное в плане, с бойницами, с заостренным дверным проемом, с окнами, которые украшали каменные скульптуры. Замком владела ветвь аристократического рода Фитцджеральд валийско-норманского происхождения. Фитцджеральды долгое время были самыми могущественными магнатами и фактическими правителями Ирландии. Ветвь клана, которая владела замком Уотерфорд, отходила от Патрика Фитцджеральда – сына де-юре VI графа Килдэр.

## Архитектура
Нынешний замок Уотерфорд представляет собой дом, построенный в псевдоготическом стиле. Замок был перестроен в 1895 году для Джеральда Парселл-Фитцджеральда (1865 – 1946). Нынешний замок включает в себя древнюю часть замка, построенную еще во времена средневековья – до 1645 года, в том числе башни. Проекты реконструкции замка были подготовлены Ромайном Волкером под руководством Альберта Муррери (1849 – 1924). Замок построен из дикого необработанного камня с добавлением вырезанных каменных блоков и оконных рам. Замок увенчан зубцами в ирландском стиле.

## Интерьер
Интерьер замка придерживается моды XIX века, номера оформлены элегантно. Каждый из 5 люксов современного отеля имеет отдельную гостиную, есть 14 роскошных спален с отдельными ваннами. Кроме того, возле замка расположены роскошные домики и коттеджи. Вокруг замка разбит парк площадью 320 акров. Есть площадки для гольфа.
Над камином в большом зале замка висит герб Фитцджеральдов с надписью: «Crom A Boo» - боевой клич рода Фитцджеральд. На гербе изображены крест святого Юлиана, полумесяцы и звезды, головы кабанов, которые символизируют гостеприимство; ангелы, которые держат щит; шлемы, как символ благородства. Также изображена рука, держащая меч. Есть изображения обезьян, тоже держащих щит. Обезьяны на гербе связывают со следующей легендой. Наследник семьи умер, его второй сын (его символизирует полумесяц) унаследовал титул. Его первые два сына умерли, третий сын был младенцем (его символизирует звезда) – он был единственным наследником семьи. В это время в замке вспыхнул пожар. Обезьяна схватила ребенка и вынесла ее из горящего замка. В честь этого уникального события на герб Фитцджеральдов поместили обезьяну. Дерево, которым воспользовалась обезьяна, спасая ребенка, сохранилось и по сей день.
В замке хранятся много древностей. Большой зал украшен дубовыми панелями времен королевы Елизаветы. Сохранилось убранство XVI века и древние гобелены, украшавшие замок в те времена. Один из гобеленов изображает сцену охоты, другой - крестины, на гобеленах изображены люди в одежде XVI века. Ранее эти гобелены были утеряны, но их нашел мистер Кэрнс, который вернул их в замок в 1988 году. В одной из комнат над камином висит зеркало в стиле рококо. В замке находится бар в викторианском стиле, резной из ореха, украшенный фигурами животных. В замке висят картины английских художников XIX века, портреты членов семьи Фитцджеральд. Манчестерский номер украшен дубовыми панелями, в нем есть резной камин, отделан потолок. В номере есть картина – портрет архитектора замка с помощником художника Дж. Барри. В замке есть антикварная мебель. Диван с резьбой, изображающей орлов. Шкафы из дуба в стиле времен короля Якова I, шкафы в стиле времен короля Георга III из красного дерева. Кабинеты украшены резными цветочными гирляндами и розетками на дверях; в них находятся инкрустированные мраморные колонны с готическими рисунками; часы в стиле времен короля Георга III.

## Настоящее время
Отель был отмечен рядом наград как один из лучших и самых престижных отелей Ирландии. Нынешний шеф-повар Майкл Томас был награжден как "Лучший повар Манстера", также он получил главный приз «Лучший шеф-повар Ирландии 2017 года».